# 第79回全国高等学校ラグビーフットボール大会
第79回全国高等学校ラグビーフットボール大会は、1999年（平成11年）12月27日から2000年（平成12年）1月7日まで近鉄花園ラグビー場にて行われた全国高校ラグビー選手権である。優勝は大阪府の東海大仰星高校（初優勝）。

## 概要

### 日程
- 12月27日、12月28日 1回戦
- 12月30日 2回戦
- 1月1日 3回戦
- 1月3日 準々決勝
- 1月5日 準決勝
- 1月7日 決勝

## 出場校
※マークがシード校
北海道
- 北北海道代表 - 北見北斗（3年ぶり32回目）
- 南北海道代表 - 函館大有斗（8年連続13回目）

東北
- 青森県代表 - 三本木農（2年連続9回目）
- 岩手県代表 - 盛岡工（2年ぶり26回目）
- 宮城県代表 - 仙台育英（4年連続6回目）※
- 秋田県代表 - 秋田工（2年連続56回目）※
- 山形県代表 - 山形中央（2年連続8回目）
- 福島県代表 - 磐城（3年ぶり14回目）

関東
- 茨城県代表 - 茗溪学園（2年ぶり11回目）
- 栃木県代表 - 作新学院（4年ぶり12回目）
- 群馬県代表 - 東農大二（15年連続16回目）※
- 埼玉県代表 - 埼工大深谷（3年連続5回目）※
- 千葉県代表 - 流経大柏（5年連続7回目）
- 東京都第一代表 - 国学院久我山（9年連続25回目）※
- 東京都第二代表 - 大東大一（2年連続13回目）
- 神奈川県代表 - 法政二（初出場）
- 山梨県代表 - 日川（22年連続31回目）※

北信越
- 新潟県代表 - 新潟工（2年ぶり25回目）
- 長野県代表 - 岡谷工（2年ぶり15回目）
- 富山県代表 - 富山一（5年ぶり4回目）
- 石川県代表 - 鶴来（3年ぶり5回目）
- 福井県代表 - 若狭東（3年連続20回目）

東海
- 静岡県代表 - 浜松工（初出場）
- 愛知県代表 - 千種（初出場）
- 岐阜県代表 - 関商工（8年連続23回目）
- 三重県代表 - 四日市農芸（2年連続7回目）

近畿
- 滋賀県代表 - 八幡工（2年連続17回目）
- 京都府代表 - 伏見工（5年連続12回目）※
- 大阪府第一代表 - 大阪工大高（5年連続24回目）※
- 大阪府第二代表 - 啓光学園（9年連続12回目）※
- 大阪府第三代表 - 東海大仰星（2年連続3回目）※
- 兵庫県代表 - 報徳学園（12年連続30回目）
- 奈良県代表 - 天理（2年連続53回目）※
- 和歌山県代表 - 和歌山工（2年連続15回目）

中国
- 鳥取県代表 - 米子東（4年連続6回目）
- 島根県代表 - 江の川（9年連続9回目）
- 岡山県代表 - 津山工（2年ぶり18回目）
- 広島県代表 - 安芸南（2年連続3回目）
- 山口県代表 - 大津（7年連続18回目）

四国
- 徳島県代表 - 貞光工（2年連続16回目）
- 香川県代表 - 坂出工（3年連続13回目）
- 愛媛県代表 - 新田（3年連続37回目）
- 高知県代表 - 土佐塾（3年連続4回目）

九州・沖縄
- 福岡県代表 - 東筑（2年連続3回目）※
- 佐賀県代表 - 佐賀工（18年連続28回目）※
- 長崎県代表 - 長崎南山（初出場）
- 熊本県代表 - 熊本西（3年ぶり3回目）
- 大分県代表 - 大分舞鶴（14年連続38回目）
- 宮崎県代表 - 都城（7年ぶり8回目）
- 鹿児島県代表 - 鹿児島工（3年連続9回目）
- 沖縄県代表 - コザ（5年ぶり10回目）

## 試合時間
※全試合30分ハーフで行う。同点で終了した場合は1.トライ数2.ゴール数3.抽選の順にて次回出場校を決める。

## 試合

### 1回戦
- 大分舞鶴 37 - 7 大東大一
- 千種 39 - 5 土佐塾
- 流経大柏 31 - 5 安芸南
- 長崎南山 50 - 7 北見北斗
- 盛岡工 57 - 17 鹿児島工
- 新潟工 59 - 11 坂出工
- 報徳学園 34 - 22 関商工
- 米子東 12 - 10 鶴来
- 八幡工 28 - 14 作新学院
- 三本木農 83 - 3 貞光工

- 若狭東 41 - 19 浜松工
- 江の川 44 - 13 磐城
- 熊本西 36 - 7 茗溪学園
- 都城 29 - 19 岡谷工
- 山形中央 15 - 12 大津
- 新田 19 - 15 富山一
- 津山工 18 - 17 函館大有斗
- 法政二 74 - 0 和歌山工
- 四日市農芸 66 - 7 コザ

### 2回戦
- 佐賀工 20 - 3 大分舞鶴
- 流経大柏 22 - 5 千種
- 長崎南山 13 - 12 啓光学園
- 盛岡工 13 - 12 日川
- 天理 49 - 0 新潟工
- 報徳学園 37 - 28 仙台育英
- 東海大仰星 106 - 3 米子東
- 東農大二 85 - 0 八幡工

- 大阪工大高 25 - 24 三本木農
- 江の川 21 - 17 若狭東
- 熊本西 7 - 0 伏見工
- 埼工大深谷 52 - 0 都城
- 東筑 57 - 0 山形中央
- 国学院久我山 70 - 0 新田
- 法政二 69 - 0 津山工
- 秋田工 26 - 20 四日市農芸

### 3回戦
- 佐賀工 14 - 14 流経大柏
- 盛岡工 14 - 14 長崎南山
- 天理 27 - 10 報徳学園
- 東海大仰星 27 - 20 東農大二

- 大阪工大高 26 - 17 江の川
- 埼工大深谷 55 - 10 熊本西
- 国学院久我山 30 - 8 東筑
- 秋田工 12 - 12 法政二

### 準々決勝
- 佐賀工 29 - 5 盛岡工
- 東海大仰星 31 - 18 天理

- 埼工大深谷 55 - 24 大阪工大高
- 国学院久我山 14 - 12 秋田工

### 準決勝
- 東海大仰星 23 - 7 佐賀工
- 埼工大深谷 27 - 26 国学院久我山

### 決勝
- 東海大仰星（初優勝） 31 - 7 埼工大深谷

## 関連試合

### 第23回高校東西対抗試合
- 大会で特に活躍した選手を選抜した上で東西に分かれて行ういわば高校ラグビー版オールスターゲームである。

東軍監督松井英幸、西軍監督土井崇、2000年1月15日 国立競技場 試合結果西軍 46-12 東軍